# سالبرتراند
سالبرتراند (به ایتالیایی: Salbertrand) یک کومونه در ایتالیا است که در استان تورین واقع شده‌است.

## خصوصیات
سالبرتراند ۴۰٫۹ کیلومترمربع مساحت و ۵۲۲ نفر جمعیت دارد و ۱٬۰۳۲ متر بالاتر از سطح دریا واقع شده‌است.